# Gluphisia albofascia
Gluphisia albofascia är en fjärilsart som beskrevs av Edwards 1886. Gluphisia albofascia ingår i släktet Gluphisia och familjen tandspinnare. Inga underarter finns listade i Catalogue of Life.